# Kostel svatého Michaela archanděla (Libřice)
Kostel svatého Michaela archanděla je římskokatolický farní kostel v Libřicích. Farnost je spravována excurrendo z farnosti Černilov.

## Historie
Kostel je zmiňován jako farní v roce 1356, kdy do něj měl k bohoslužbám docházet plebán z Černilova. Původně gotický kostel byl přestavěn ve stylu baroka v první polovině 18. století, ale jádro zůstalo gotické.

## Architektura
Jednolodní stavba s pravoúhlým presbytářm, sakristií a mohutnou hranolovou věží v západním průčelí.

## Interiér
Inventář je novorenesanční.

## Bohoslužby
Bohoslužby se konají v sobotu 17.00, v době letního času v 18.00.